# Phì Hương
Phì Hương (chữ Hán giản thể]]: 肥乡区, âm Hán Việt: Phì Hương khu) là một quận thuộc địa cấp thị Hàm Đan, tỉnh Hà Bắc, Cộng hòa Nhân dân Trung Hoa. Quận này có diện tích 496 ki-lô-mét vuông, dân số 310.000 người. Mã số bưu chính của quận Phì Hương là 057550. Chính quyền quận đóng ở trấn Phì Hương. Về mặt hành chính, quận Phì Hương được chia thành 2 trấn, 7 hương.
- Trấn: Phì Hương, Thiên Đài Sơn.
- Hương: Đại Hàn, Mao Diễn Bảo, Nguyên Cố, Đồn Trang Doanh, Đông Chương Bảo, Cựu Điếm, Tân An Trấn.